# Улцин (община)
Община Улцин (на черногорски: Општина Улцињ; на албански: Komuna e Ulqinit) е община в югоизточна Черна гора. Административен център на общината е Улцин. Населението на общината през 2011 година е 19 921 души.

## Населени места
Общината има 41 населени места:
- Улцин (на черногорски: Улцињ)
- Амбула (на черногорски: Амбула)
- Биела Гора (на черногорски: Бијела Гора)
- Бойке (на черногорски: Бојке)
- Брайше (на черногорски: Брајше)
- Братица (на черногорски: Братица)
- Бриска Гора (на черногорски: Бриска Гора)
- Владимир (на черногорски: Владимир)
- Горна Клезна (на черногорски: Горња Клезна)
- Горни Щой (на черногорски: Горњи Штој)
- Дарза (на черногорски: Дарза)
- Дона Клезна (на черногорски: Доња Клезна)
- Дони Щой (на черногорски: Доњи Штој)
- Драгине (на черногорски: Драгиње)
- Зен (на черногорски: Зењ)
- Зоган (на черногорски: Зогањ)
- Калиман (на черногорски: Калиман)
- Кодра (на черногорски: Кодра)
- Коломза (на черногорски: Коломза)
- Косичи (на черногорски: Косићи)
- Кравари (на черногорски: Кравари)
- Круте (на черногорски: Круте)
- Круте Улцинске (на черногорски: Круте Улцињске)
- Круче (на черногорски: Круче)
- Лесковац (на черногорски: Лесковац)
- Лисна Боре (на черногорски: Лисна Боре)
- Меджуреч (на черногорски: Међуреч)
- Миде (на черногорски: Миде)
- Можура (на черногорски: Можура)
- Пистула (на черногорски: Пистула)
- Растиш (на черногорски: Растиш)
- Реч (на черногорски: Реч)
- Салч (на черногорски: Салч)
- Свети Джордже (на черногорски: Свети Ђорђе)
- Сукобин (на черногорски: Сукобин)
- Сутел (на черногорски: Сутјел)
- Фрасканел (на черногорски: Фраскањел)
- Чурке (на черногорски: Ћурке)
- Шас (на черногорски: Шас)
- Щодра (на черногорски: Штодра)